# Istrana
Istrana est une commune italienne de la province de Trévise dans la région Vénétie en Italie.

## Histoire
Elle abrite une base aérienne de la Aeronautica Militare.

## Administration
| Période                                  | Période | Identité | Étiquette | Qualité |
| ---------------------------------------- | ------- | -------- | --------- | ------- |
|                                          |         |          |           |         |
| Les données manquantes sont à compléter. |         |          |           |         |

### Hameaux
Sala, Pezzan, Ospedaletto, Villanova

### Communes limitrophes
Morgano, Paese, Piombino Dese, Trevignano, Vedelago